# エヴァ・ラルー
エヴァ・ラルー（Eva Maria LaRue、1966年12月27日 - ）は、アメリカ合衆国の女優。カリフォルニア州ロングビーチ出身。
エヴァ・ラ・ルーと表記されることもある。

## 経歴
1984年、カリフォルニア州アーバインで開催された美人コンテストで優勝。
1993年から1997年及び、2002年から2005年にかけて、ソープ・オペラ『All My Children』に出演。この役で2004年のデイタイム・エミー賞助演女優賞（ドラマ部門）にノミネートされた。
2005年から『CSI:マイアミ』（シーズン4）に出演。FBIのスパイとしての役どころであったが、シーズン5より正式なCSIメンバーとしてレギュラー出演となる。

## 人物
プエルトリコ・フランス・オランダ・スコットランドの血を引く。バハイ教のメンバーである。
1992年にジョン・オハーリーと結婚、1994年に離婚。1996年、『All My Children』で共演したジョン・キャラハンとハワイラナイ島で挙式。2005年に離婚するまでエヴァ・ラルー・キャラハンの名で活動した。キャラハンとの間に一女がいる。
2006年、姉妹のニカが殺人犯ウィリアム・リチャード・ブラッドフォードの標的にされていたことがロサンゼルス市警察によって明らかにされた。幸いにもニカに危害はなかった。
2008年1月には、『CSI:マイアミ』で共演するジョナサン・トーゴとポルトガル・リスボンのスタジアムで、スポルティング・クルーベ・デ・ポルトゥガルとFCポルトの試合を観戦している姿が目撃された。
その後、友人を介して知り合った実業家の男性 (Joe Cappuccio)との婚約を発表。2009年にジンバブエで挙式予定であった。。2009年2月のWOWOW情報番組デーブ&麻里の海外ドラマNAVIにて、現地報道から婚約が解消された事が紹介された。

一度は婚約破棄したものの2010年6月26日Joe Cappuccioと結婚。
女優のジェーン・フォンダとはいとこ同士。『All My Children』で共演したサラ・ミシェル・ゲラーと親交が深い。

## 出演

### 映画
| 公開年 | 邦題 原題                                                   | 役名               | 備考       |
| ------ | ----------------------------------------------------------- | ------------------ | ---------- |
| 1987   | グレート・バーバリアン The Barbarians                       | カラ               |            |
| 1990   | 私の愛したゴースト Heart Condition                          | ペイシャ           |            |
| 1990   | ジャンクウォーズ2035 Crash and Burn                         | パリス             | ビデオ作品 |
| 1991   | レディースゲーム/愛と欲望のダイ・ハード Legal Tender        | ニュースキャスター |            |
| 1991   | グーリーズ3/女子寮襲撃 Ghoulies III: Ghoulies Go to College | エリン             | ビデオ作品 |
| 1996   | ダニエル・スティール/幸せの記憶 Remembrance                 | セレナ             | テレビ映画 |
| 1997   | 奪われた記憶 Out of Nowhere                                 | デニス・ジョンソン | テレビ映画 |
| 1998   | グランド・クロス Ice                                        | アリソン           | テレビ映画 |
| 2008   | レイクビュー・テラス 危険な隣人 Lakeview Terrace            | モルガダ警部補     |            |

### テレビシリーズ
| 放映年    | 邦題 原題                                         | 役名                     | 備考          |
| --------- | ------------------------------------------------- | ------------------------ | ------------- |
| 1988      | サンタバーバラ Santa Barbara                      | マーゴット・コリンズ     | 24エピソード  |
| 1993-2011 | オール・マイ・チルドレン All My Children          | 医師マリア・サントス     | 105エピソード |
| 1997      | Head Over Heels                                   | カルメン                 | 7エピソード   |
| 2000-2001 | サード・ウォッチ The Third Watch                  | ブルック                 | 9エピソード   |
| 2005-2012 | CSI:マイアミ CSI: Miami                           | ナタリア・ボア・ヴィスタ | 153エピソード |
| 2013      | クリミナル・マインド FBI行動分析課 Criminal Minds | ターニャ・メイズ         | 1エピソード   |

## 参照
1. ↑  About Darkroom Episode
2. ↑  Actores de CSI Miami em Alvalade Jornal Record
3. ↑  soapnet.go.com
4. ↑  Eva's Bio for All My Children